# Нерозривний пробіл
Нерозривний пробіл — елемент комп'ютерного кодування текстів. Відображається всередині рядка як звичайний пробіл, але не дозволяє програмам відображення і друку розірвати в цьому місці рядок. У деяких форматах, зокрема HTML, він також запобігає об'єднанню пробілів, що йдуть підряд, в один пробіл. Існують нерозривні пробіли різної ширини.

## Використання та різновиди
Попри те, що нерозривні пробіли відіграють майже таку ж роль, як і звичайні, їхня контекстна поведінка дещо інша.

### Запобігання розриву рядка
Текстові редактори зазвичай за замовчуванням «вважають», що автоматичне перенесення рядка можна робити в будь-якому місці, де зустрічається символ пробілу. Нерозривний пробіл (якщо текстовий редактор розпізнає цей символ) забороняє робити перенесення рядка в такому місці. Наприклад, якщо фрагмент «100 км» не вміщується в кінці рядка, текстовий редактор може вставити розрив рядка між «100» і «км». Якщо розрив у такому місці є небажаним, замість звичайного пробілу між «100» і «км» можна поставити нерозривний. Завдяки цьому фрагмент «100⛆км» в будь-якому разі не розіб'ється на два рядки: якщо він не вміщується в кінці рядка, він повністю перенесеться на наступний рядок.

### Запобігання злиттю кількох пропусків
Друге поширене застосування нерозривних пробілів — у файлах звичайних текстових форматів, як-от SGML, HTML, TeX і LaTeX. Їхні механізми обробки тексту трактують послідовність пропусків усіх різновидів — звичайний пробіл, символ нового рядка, табулятор, символ початку нової сторінки — так, неначе це один символ (хоча це можна змінити в налаштуваннях). Таке «злиття» пропусків дозволяє автору акуратно впорядковувати текст за допомогою розривів рядків, відступів та інших різновидів інтервалів, не впливаючи на кінцевий результат набору.
На відміну від цих різновидів символів-пропусків, нерозривні пробіли при відображенні не зливаються із сусідніми пробілами. Тому в автора є можливість використовувати їх для того, щоб просто розширити видимий простір, не використовуючи пробіли, визначені налаштуванням властивості «white-space» в CSS. І навпаки, неакуратне використання нерозривних пробілів призводить до появи зайвих пропусків у кінцевому тексті. Вказівки щодо вживання нерозривного пробілу зазвичай наведено в стилістичних довідниках, якими визначається зовнішній вигляд конкретного документа.

## Випадки, коли варто застосувати нерозривний пробіл
Нерозривний пробіл використовується для автоматизації верстки, правила якої наказують уникати розриву рядків у відомих випадках (наприкінці рядка; на початку — не обов'язково):

### У тексті
- Перед тире посеред тексту, аби наступний рядок не почався з тире і не сприймався як пряма мова (Метр░— одиниця вимірювання довжини).
- Між двома ініціалами і між ініціалами та прізвищем (Т.░Г.░Шевченко)[6][7].
- Між скороченим зверненням та прізвищем (м-р⛆Сміт) а також після географічних скорочень (м.⛆Київ; о-в⛆Куба)[6][8].
- Перед номерами правителів, переданими римськими цифрами (Єлизавета░II, Карл░XII).
- Усередині скорочень та їм подібні (н.░е.; т.░ч.)[6][9].
- Перед номерами версій програмних продуктів та частинами їх назв, які складаються з цифр та скорочень (Windows░7, GNOME░2.8).
- Після прийменників та сполучників (особливо одно- і дволітерних або які починають речення), передусім у заголовках («Прагнути до░досконалості»)
- Після часток «не» і «ні» (У жодному разі не░натискайте кнопку░ON).
- Перед частками «би», «б», «чи», «же», «ж» (Ми хотіли░б запросити вас. За моє жито мене░ж і бито).
- Після сполучників «а», «і», «та» (Нагріваючи до високої температури, а░потім швидко охолоджуючи).

### З числами
- Між числами та одиницями вимірювання, які відносяться до них (12░кг, 1981░р.)[6][10].
- Між групами цифр у багатозначних числах, по три цифри справа наліво, починаючи з чотирьох (2░132░121░байт)[11]: типографські правила вимагають ставити тут вузький пробіл, але здебільшого через обмеження комп'ютерного набору ставлять повний.

### З деякими знаками
- Між числом і знаками відсотка % (18,4░%) і проміле ‰ (0,05░‰)[12].
- Після знаків номера № (№░331) та параграфа § (див. Український правопис, §░36).
- Між числом і позначенням температурної шкали (100░°C; 451░°F; 275░К)[13].
- Між числом і знаком валюти (50░$; 300░€; 800░£)[14].

## Кодування
| Назва в Юнікоді | Код в юнікоді (шістнадцятковий) | Код в юнікоді (десятковий) | Має вигляд | Мнемокод в HTML 4         | Пояснення          |
| --------------- | ------------------------------- | -------------------------- | ---------- | ------------------------- | ------------------ |
| NO-BREAK SPACE  | 00A0 (&#xA0;)                   | 0160 (&#160;)              | « »        | &nbsp; &NonBreakingSpace; | non-breaking space |

- U+200D  ZERO WIDTH JOINER (HTML &#8205;⧼dot-separator⧽ &zwj;) ZWJ
- U+2060  WORD JOINER (HTML &#8288;) (&NoBreak; WJ)
- U+00A0   NO-BREAK SPACE (HTML &#160;⧼dot-separator⧽ &nbsp;)
- U+202F   NARROW NO-BREAK SPACE (HTML &#8239;)
- U+205F   MEDIUM MATHEMATICAL SPACE (HTML &#8287;)
- U+2007   FIGURE SPACE (HTML &#8199;) (&numsp;)